# Bell Bluff
Das Bell Bluff ist ein Felsenkliff in der antarktischen Ross Dependency. Es ragt am Westrand des Beardmore-Gletschers unmittelbar nördlich der Einmündung des Garrard-Gletschers in der Königin-Alexandra-Kette auf.
Das Advisory Committee on Antarctic Names benannte es 1965 nach Charles A. Bell, Versorgungsmitarbeiter der Hallett-Station, der dort 1964 überwintert hatte.